# Catocala ochracea
Catocala ochracea är en fjärilsart som beskrevs av Charles Oberthür 1907. Catocala ochracea ingår i släktet Catocala och familjen nattflyn. Inga underarter finns listade i Catalogue of Life.